# Theodor von Kruska
Theodor Paul Kruska, seit 1896 von Kruska (* 21. Oktober 1841 in Ciążyń, Czarnikau; † 26. Dezember 1896 in Kassel) war ein preußischer Generalleutnant.

## Leben
Kruska trat am 25. Juni 1860 als Dreijährig-Freiwilliger in das 1. Niederschlesische Infanterie-Regiment Nr. 46 der Preußischen Armee ein und avancierte bis Ende Juli 1861 zum Sekondeleutnant. Als solcher war er ab Oktober 1864 zur Kriegsakademie nach Berlin kommandiert. Seine Ausbildung musste er 1866 aufgrund des Krieges gegen Österreich unterbrechen und nahm mit seinem Regiment an den Kämpfen bei Nachod, Skalitz, Schweinschädel, Gradlitz und Königgrätz teil.
Nach dem Krieg stieg Kruska Ende Oktober 1866 zum Premierleutnant auf und setzte von Mitte November 1866 bis Mitte August 1867 seine Studien an der Kriegsakademie erfolgreich fort. Von Anfang Oktober 1867 bis Ende Juni 1868 war zur Dienstleistung beim Hessischen Feldartillerie-Regiment Nr. 11 sowie von Mitte Mai 1869 bis Mitte Mai 1870 beim Großen Generalstab kommandiert. Im folgenden Krieg gegen Frankreich befand Kruska sich bei der 8. Kompanie seine Regiments und nahm an den Schlachten bei Weißenburg, Wörth, Sedan, der Einschließung und Belagerung von Paris sowie den Gefechten am Petit Bicêtre, bei Châtillon, La Malmaison und am Mont Valérien teil.
Ausgezeichnet mit beiden Klassen des Eisernen Kreuzes wurde Kruska nach dem Friedensschluss am 15. Juli 1871 Hauptmann und Kompaniechef. Ab 1. Januar 1872 war er als Adjutant der 3. Division in Stettin kommandiert, wurde unter Belassung in dieser Stellung Mitte April 1874 in das Pommersche Jäger-Bataillon Nr. 2 versetzt und versah ab Mitte Dezember 1874 Dienst als Chef der 1. Kompanie des Bataillons in Greifswald. Am 13. Januar 1881 wurde Kruska als überzähliger Major dem Bataillon aggregiert und am 22. März 1881 mit Wirkung zum 1. April 1881 in gleicher Eigenschaft in das neuformierte Infanterie-Regiment Nr. 99 versetzt. Dort war Kruska ab Mitte Februar 1882 zunächst als etatmäßiger Stabsoffizier in Posen und ab Ende Januar 1884 als Kommandeur des Füsilier-Bataillons in Schrimm tätig. Mit der Beförderung zum Oberstleutnant wurde Kruska am 13. Oktober 1887 als etatmäßiger Stabsoffizier in das 7. Rheinische Infanterie-Regiment Nr. 69 nach Trier versetzt. Kruska avancierte am 1. April 1890 zum Oberst und Kommandeur des neuformierten Infanterie-Regiments Nr. 144 in Mörchingen. Als Generalmajor und Kommandeur der 23. Infanterie-Brigade folgte am 17. Juni 1893 seine Versetzung nach Neiße. In dieser Stellung erhielt er den Roten Adlerorden II. Klasse mit Eichenlaub und wurde am 18. Januar 1896 durch Wilhelm II. in den erblichen preußischen Adelsstand erhoben. Unter Verleihung des Charakters als Generalleutnant stellte man Kruska am 16. Juni 1896 in Genehmigung seines Abschiedsgesuches mit Pension zur Disposition.
Sein jüngerer Bruder war der preußische Generalmajor Benno Kruska (1849–1933).